# Hugten
Hugten is een buurtschap die historisch gezien bij Sterksel behoort en tegenwoordig deel uitmaakt van de gemeente Cranendonck in de Nederlandse provincie Noord-Brabant. Het is een landbouwontginning te midden van natuurgebieden, die uit enkele landbouwbedrijven bestaat.
De buurtschap van die naam stamt al uit de Middeleeuwen, want de naam wordt genoemd in een document uit 1223, waarin de edelman Dirk III van Altena zijn bezitsrechten over Hugten overdroeg aan de Munsterabdij in Roermond.
Hugten ligt nogal geïsoleerd ten opzichte van Sterksel. De weg van Someren naar Maarheeze, die in 1830 werd aangelegd, zou oorspronkelijk via Sterksel lopen, dat echter niet meewerkte. Nu loopt deze 'Hugterweg' ruim ten zuiden van Sterksel.
Hugten ligt zeer dicht bij de grens met Limburg, die van 1648 tot de napoleontische tijd staatsgrens was: Pas in 1790 werd het toenmalige Oostenrijks Gelre bij het toenmalige Verenigde Nederlandse Staten gevoegd.

## Geschiedenis
In 1223 droeg de heer Dirk van Altena zijn bezitsrechten over Hugten op aan de Munsterabdij te Roermond. In 1771 kwam de kloosterbezitting in handen van de Helmondse familie Van Moorsel, om in 1914 te worden verkocht aan N.V. De Heerlijkheid Sterksel, een ontginningsmaatschappij die in Sterksel en Hugten actief was.
Toen deze maatschappij in 1924 failliet ging, werd de grond aan diverse particuliere eigenaars verkocht.

## Natuur en Landschap
Hugten is een landbouwenclave die omringd is door de natuurgebieden: Hugterheide, Weerterbos, Boksenberg en Landgoed de Pan. De Sterkselse Aa vindt hier zijn oorsprong. Verdere waterlopen zijn: het Sterksels Kanaal en de Kamersvenloop.
Het fietspad van Sterksel naar Nederweert gaat door dit gebied. Daarnaast zijn er wegen naar Maarheeze, Someren-Heide, en Nederweert.

## Overleden
- Henk Badings (1907-1987), componist

Dorpen: Budel · Budel-Dorplein · Budel-Schoot · Gastel · Maarheeze · Soerendonk

Buurtschappen: Berg · Bosch · Broekkant · Cranendonck · Heikant · Hugten · Keunenhoek · Klein-Schoot · Laar · Locht · Meemortel · Midbuul · Schoordijk · Toom · Winkel

Noord-Brabant: Steden en dorpen      Nederland: Provincies · Gemeenten